# Бернд Канненберг
Бернд Герхард Канненберг (нім. Bernd Gerhard Kannenberg; нар. 20 серпня 1942 — пом. 13 січня 2021) — німецький легкоатлет, який спеціалізувався в спортивній ходьбі.

## Із життєпису
На міжнародних змаганнях представляв ФРН.
Олімпійський чемпіон зі спортивної ходьби на 50 км (1972). Брав також участь у олімпійських заходах на 20 км на двох Олімпіадах (1972, 1976), проте обидва рази не вдалося дістатися фінішу.
Переможець Кубка світу зі спортивної ходьби в індивідуальному заліку на дистанції 50 км (1973). Срібний призер Кубка в індивідуальному заліку на дистанції 20 км (1975). Двічі бронзовий призер Кубка в командному заліку (1970, 1975).
Срібний призер чемпіоната Європи у ходьбі на 20 км (1974).
6-разовий чемпіон ФРН у ходьбі на 20 км (1972, 1974, 1975) та 50 км (1972, 1973, 1975). 4-разовий чемпіон ФРН у приміщенні у ходьбі на 10000 м (1972—1975).
Ексрекордсмен світу зі спортивної ходьби доріжкою стадіону на дистанціях 20000 м, 30000 м, 30 миль, 50000 м, а також у двогодинній ходьбі (загалом 5 ратифікованих рекордів). Ексволодар вищого світового досягнення у шосейній спортивній ходьбі на 50 км.
По завершенні спортивної кар'єри працював тренером зі спортивної ходьби.
Помер, маючи 78 років.

## Основні міжнародні виступи
| Рік  | Змагання             | Місто         | Місце | Дисципліна   | Примітки |
| ---- | -------------------- | ------------- | ----- | ------------ | -------- |
| 1970 | Кубок світу з ходьби | Ешборн        |       | ходьба 50 км |          |
| 1971 | Чемпіонат Європи     | Гельсінкі     |       | ходьба 20 км |          |
| 1972 | Олімпійські ігри     | Мюнхен        | DNF   | ходьба 20 км |          |
| 1972 | 1                    | ходьба 50 км  |       |              |          |
| 1973 | Кубок світу з ходьби | Лугано        | 1     | ходьба 50 км |          |
| 1974 | Чемпіонат Європи     | Рим           | 2     | ходьба 20 км |          |
| 1974 | ходьба 50 км         |               |       |              |          |
| 1975 | Кубок світу з ходьби | Ле-Гран-Кевії | 2     | ходьба 20 км |          |
| 1976 | Олімпійські ігри     | Монреаль      | DNF   | ходьба 20 км |          |

## Визнання
- Срібний лавровий лист (1972)
- Меморіальна нагорода імені Рудольфа Гарбіга[de] (1974)